# Famille Chotek
La famille Chotek (Chotek von Chotkow und Wognin) est une famille noble originaire de Bohême.

## Histoire
La famille apparaît au XIVe siècle lorsque Miloslav, sa femme Wele et leur fils Wenlynus sont mentionnés comme seigneurs de Chockov aux alentours de Radnice dans la région de Plzeň. La généalogie complète ne commence pourtant qu'avec Otto Chotek de Chockov et Liblín.
À la fin du XVIe siècle, Václav Chotek prend le nom de Chotkov et Vojnín, laissant à son frère aîné, Adam, celui de Chockov et Liblín.
En 1685 le blason de la famille intègre celui de la famille Charwat von Bärnstein dont la lignée s'est éteinte.
Le 6 février 1702, Václav Antonín Chotek de Chotkov et Vojnín est reçu au sein de la pairie bohême à Vienne. Le 13 mai 1743, à Laxenburg, il reçoit le titre de comte (Graf) et le 4 octobre 1745, à Francfort-sur-le-Main, il est élevé au rang de Reichsgraf.
Après la mort de Jan Nepomuk Rudolf Chotek de Chotkov et Vojnín, la famille est partagée en quatre branches, chacune correspondant à l'un de ses fils :
- les descendants de Jan Nepomuk Josef Chotek ;
- les descendants de Josef Chotek ;
- les descendants de Karel Chotek de Chotkov et Vojnín ;
- les descendants d'Heřman Chotek de Chotkov et Vojnín.

## Membres
- Ritter Václav Antonín Chotek (en) (1674-1754). Comte bohémien en 1743 et comte impérial en 1745, seigneur de Veltrusy, Bělušice et Domašín, il fut capitaine du district de Slaný puis de Litoměřice, conseiller impérial puis Statdholder du royaume de Bohême (1735–1738).
- comte Johann Karl Chotek (en) (1704-1787). Il fut gouverneur impérial et Generalfeldmarschall du Haut-Palatinat puis chancelier impérial. Marie-Thérèse lui fit don du Palais Strozzi de Vienne. Chevalier de l'Ordre de Saint-Wenzel, fils du précédent.
- comte Johann Rudolf Chotek (en) (1748-1824). Homme politique, il fut directeur des Finances de la Maison des Habsbourg (1790), président de la Chambre (Hofkammer präsident) (1792-1793), Ministre d'État et colonel-comte palatin (Oberstburggraf) en Bohême (1802-1805), Président de la Société Royale des Sciences de Bohème et chevalier de l'Ordre de la Toison d'or. Fils du précédent et père du suivant.
- comte Karl Chotek (en) (1783-1868), homme politique et réformateur. Conseiller privé, vice-président du Tyrol (1818), gouverneur du Tyrol et du Comté de Montfort (1819), banquier, initiateur du musée d'Etat du Tyrol (en). Gouverneur-président impérial du royaume de Bohême de 1826 à 1843, il y modernisa les institutions et les infrastructures. Il développa également avec énergie la ville de Prague comme Oberstburggraf du Château de Prague et fut l'un des promoteurs de son premier Tramway hippomobile.
- comte Bohuslav Chotek (1829-1896). Il fut ambassadeur d'Autriche-Hongrie au Royaume de Wurtemberg de 1866 à 1869, à Saint-Pétersbourg (Empire russe) de 1869 à 1871 puis à Bruxelles (Belgique) de 1872 à 1888. Fils du précédent et père de la suivante.
- comtesse Sophie Chotek (1868-1914), duchesse de Hohenberg

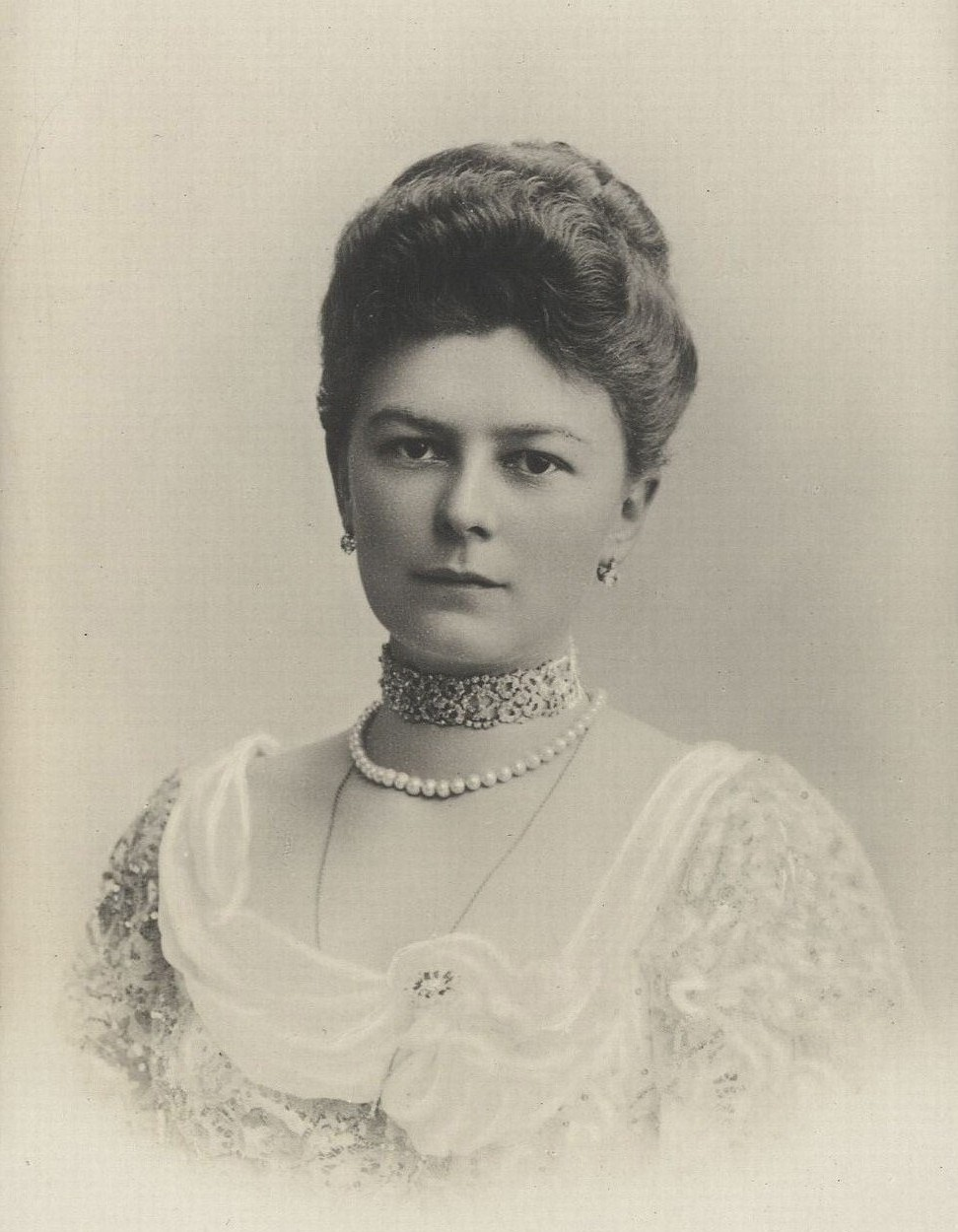
Sophie Chotek (1868-1914), duchesse de Hohenberg

Sophie, née comtesse Chotek de Chotkowa et Wognin, était dame d'honneur de l'archiduchesse Isabelle, née Isabelle de Croÿ, épouse de l'archiduc Frédéric d'Autriche (Branche de Teschen issue de l'archiduc Charles-Louis), lorsqu'elle fit la connaissance de l'archiduc François-Ferdinand (Franz-Ferdinand) neveu et successeur potentiel de l'Empereur d'Autriche et Roi de Hongrie François-Joseph Ier dont elle devint la femme.
Sophie était issue d'une famille de noblesse  et non pas d'une famille régnante. Selon les règles de succession de la famille impériale elle n' n'était pas d'un rang suffisant  et ne put donc porter les titres de son mari et ne fut élevé qu'au rang de « duchesse de Hohenberg » suivant immédiatement les membres de la famille impériale.
Le couple, très uni, vécut à l'écart de la cour et eut quatre enfants qui relevèrent le titre de leur mère : Sophie, Maximilien, Ernest et un fils mort-né en 1908.
L'archiduc et son épouse furent assassinés à Sarajevo le 28 juin 1914, jour de leur quatorzième anniversaire de mariage, par le Serbe Gavrilo Princip. Cet attentat déclencha inopinément la Première Guerre mondiale qui provoqua la fin de l'Empire austro-hongrois et la chute de la Maison de Habsbourg-Lorraine . Tous deux furent inhumés dans le caveau familial du château d´Artstetten le long du Danube, propriété qui appartient encore à travers une fondation  de famille à leurs descendants. La Poëze d´Harambure. Le dernier comte Chotek a été spolié en 1948 de tous ses biens en Tchéquie, dont les château de Veltruss et de Groß- Priesen. Il est décédé le 23.01.1970 en Allemagne faisant du duc de Hohenberg son légataire universel. Sa fille la princesse Anita de Hohenberg et son époux le comte Romée de La Poëze d´Harambure ((Famille d´Harambure)) maintiennent la tradition de cette famille aujourd´hui éteinte au château d´Artstetten et par la prise en charge d´un caveau familial à Leitmeriz.

## Pour approfondir